# Necolio
Necolio is een geslacht van insecten uit de orde vliesvleugeligen (Hymenoptera) en de familie Ichneumonidae.

## Soorten
- N. aethiops Townes, Momoi & Townes, 1965
- N. concavus (Uchida, 1931)
- N. croceus Pisica, 1986
- N. imperialis (Seyrig, 1952)
- N. indicus (Rao, 1953)
- N. jugosus Cheesman, 1936
- N. petiolatus (Smith, 1859)
- N. rugifrons (Cameron, 1907)
- N. sidereus Momoi, 1970
- N. sugiharai (Uchida, 1932)
- N. sumatrensis (Betrem, 1941)
- N. testaceipes (Cameron, 1903)